# Harpactirella lightfooti
Harpactirella lightfooti är en spindelart som beskrevs av William Frederick Purcell 1902. Harpactirella lightfooti ingår i släktet Harpactirella och familjen fågelspindlar. Inga underarter finns listade i Catalogue of Life.